# Тбіліська державна консерваторія імені Вано Сараджишвілі
Тбілі́ська консервато́рія — вищий музичний навчальний заклад у Тбілісі.
Відкрита у 1917 році. В 1924 одержала статус державної консерваторії. 1947 року консерваторії було присвоєно ім'я Вано Сараджишвілі.
У різний час консерваторією керували видатні грузинські й російські музиканти: Микола Ніколаєв (1917—1918), Микола Черепнін (1919—1922), Михайло Іпполітов-Іванов (1924—1925), Захарій Паліашвілі (1918—1919; 1922—1923; 1930—1931), Дімітрій Аракишвілі (1926—1929); Отар Тактакішвілі (1962—1964), Сулхан Цинцадзе (1965—1984), Нодар Габунія (1984—2000). У цей час ректором консерваторії є професор Манана Дойджіашвілі.
Будинок, у якому розміщено консерваторію, визнано пам'яткою архітектури Грузії. Його будівництво було закінчено в 1917 році. У консерваторії є три концертних зали на 500, 200 й 80 місць.
Консерваторія є центром музичного життя Грузії. У стінах консерваторії проходять музичні фестивалі, міжнародні музичні конкурси, майстри-класи, концерти й студентські оперні спектаклі в оперній студії консерваторії.
Серед випускників консерваторії — Самуїл Самосуд, Гія Канчелі, Зураб Соткілава, Дживані Михайлов.

## Посилання

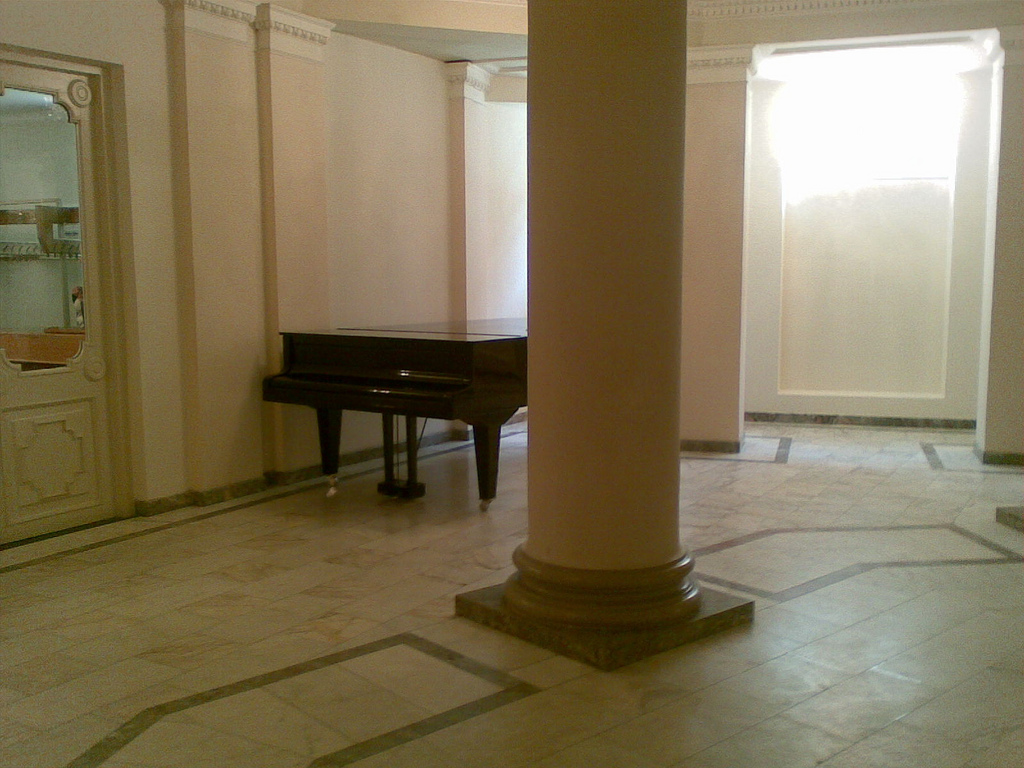
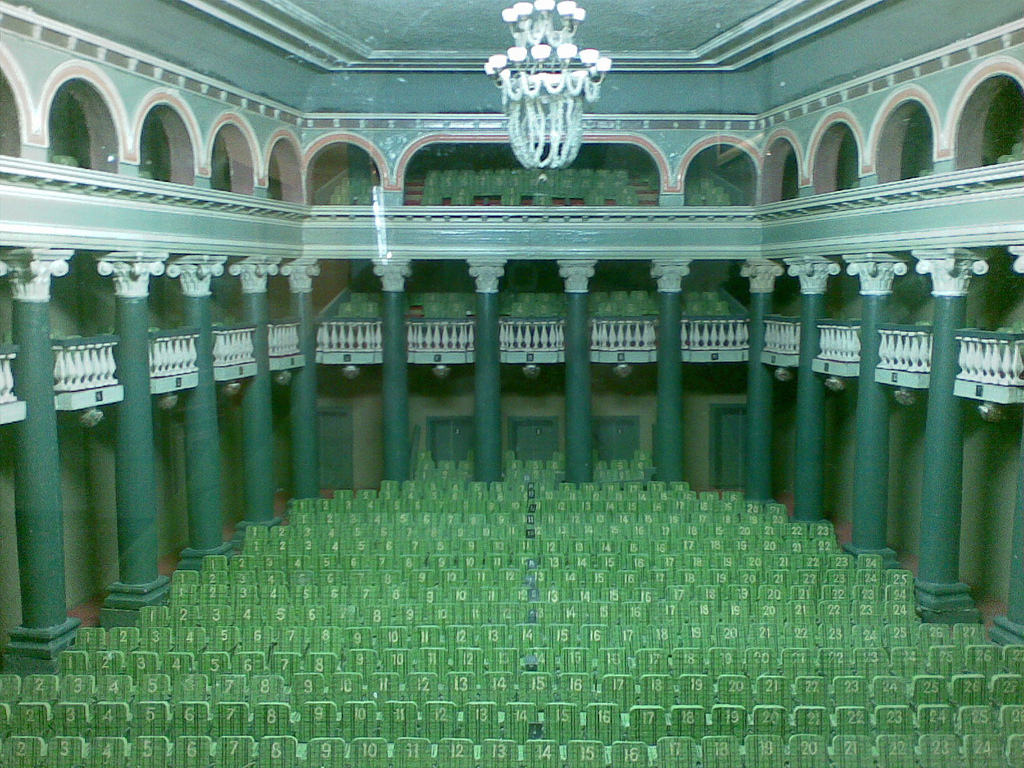
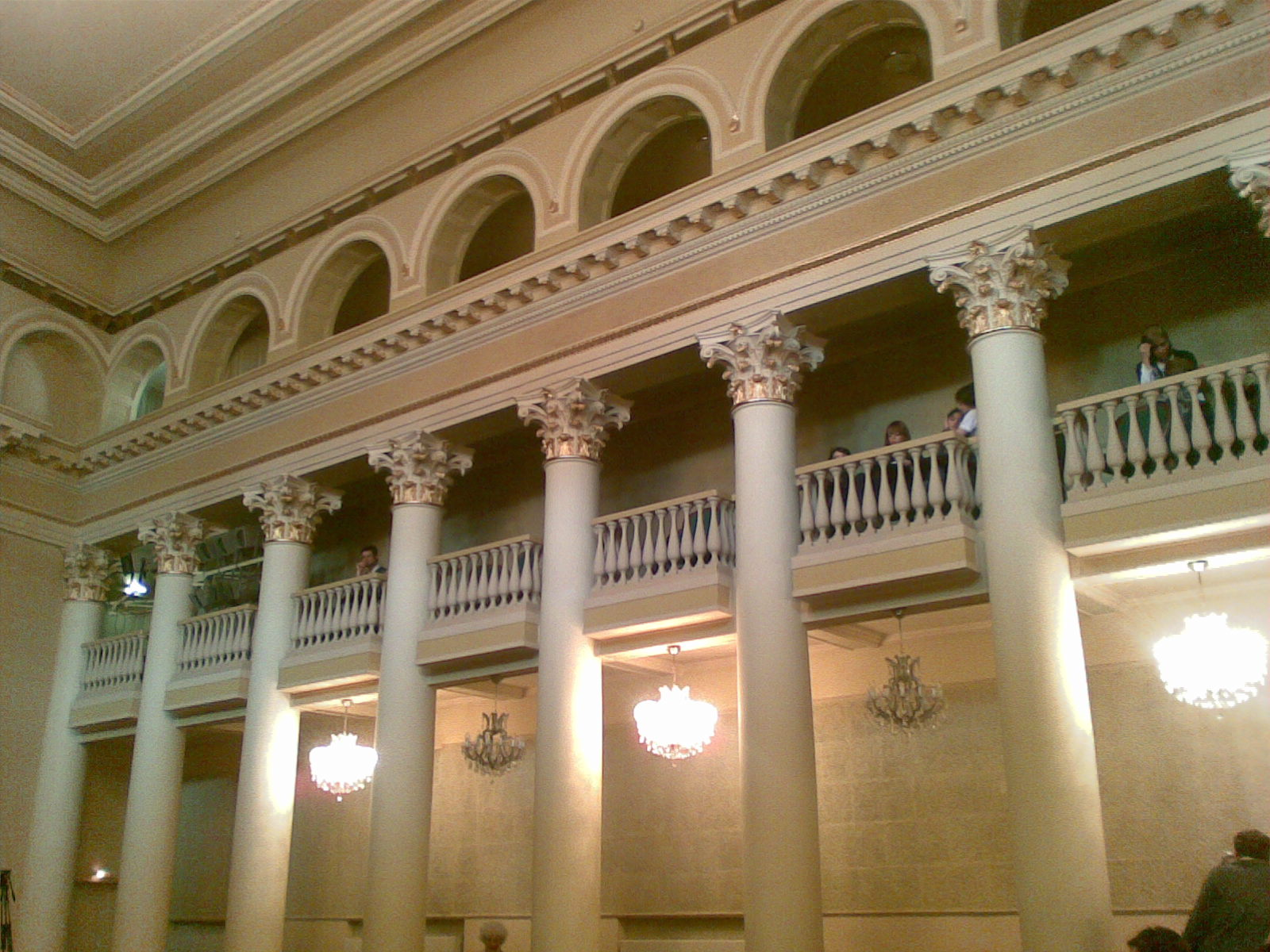